# Rago-Nationalpark
Der Nationalpark Rago (norwegisch Rago nasjonalpark) ist ein Nationalpark in Norwegen, der zur Gemeinde Sørfold gehört und in der Provinz Nordland liegt. Der Name Rago kommt aus dem Samischen und bedeutet auf Norwegisch „sledebreen“, wörtlich übersetzt „Schlittengletscher“. Der Park wurde 1971 gegründet und hat eine Fläche von 171 km², womit er der sechstkleinste Nationalpark des Landes ist. Er grenzt zudem an die schwedischen Nationalparks Padjelanta, Sarek und Stora Sjöfallet. Gemeinsam haben die vier Nationalparks eine Fläche von rund 5.400 km². Somit bilden sie einen der größten zusammenhängenden Naturschutzbereiche Europas.

## Geografie, Landschaft und Geologie
Der Park ist eine wilde, eiszeitlich geprägte Landschaft mit großen Wäldern, tiefen Schluchten, Bergen und großen frei umherliegenden Felsbrocken. Des Weiteren gibt es im Nationalpark noch drei Gletscher. Der Ragotjahkka ist 1.312 m.ö.h der höchste Berg im Nationalpark. Die größten Seen sind der Litlverivatnet und der Storskogvatnet. Im gesamten Parkgebiet gibt es viele kleinere und größere Wasserfälle. Der größte Wasserfall ist der Værivassfossen (auch Litlverivassfossen genannt), der vom Litlverivatnet 223 m tief in das Storskogdalen fällt. Bekannt ist auch der Trollfossen unterhalb des Storskogvatnet mit über 100 Metern Fallhöhe (er liegt trotz seines Namens nicht im Trolldalen). Trotz der eher kleinen Fläche des Parks, wird seine Anzahl an Wasserfällen von keinem anderen norwegischen Nationalpark übertroffen.
Im Nationalpark liegt ein typisches nord-norwegisches Küstenklima mit starken Regenfällen, kalten Sommern und milden Wintern vor. In den benachbarten schwedischen Nationalparks herrscht jedoch kontinentales Klima mit teilweise sehr kalten Wintern.
Das Storskogdalen verläuft von Lakshol im Westen bis zum Storskogvatnet im Nordosten. Der Storskogelva (auch Nordfjordelva genannt) fließt durch Kiefernwälder und durch das Storskogdalen durch den Park. Das Trolldalen liegt etwas abgeschieden im Norden des Rago.
Im Süden dominiert ein langer Bergrücken, mit dem Lappfjellet und dem Flatkjølen, welcher bis nach Schweden geht.

## Flora
Die Pflanzenwelt weist eine recht überschaubare Vielfalt auf und an einigen Stellen finden sich auch typische Gebirgspflanzen, wie sie z. B. in den Alpen vorkommen.
Der Boden ist arm und das Klima unwirtlich. Im Allgemeinen dominieren Fichten- und Kiefern-Wald, oberhalb der Baumgrenze ist jedoch die Zwerg-Birke der am meisten verbreitete Baum. Nördlich des Storskogvatnet gibt es auch einige Weiden, Vogelbeerensträucher, Alpen-Milchlattich und Trollblumen.
Aufgrund der nicht zu warmen Sommer gibt es auch hochalpine Pflanzen wie Rosenwurz und Zweiblütiges Veilchen. In den höher gelegenen Birkenwäldern sowie bei Sümpfen und Mooren wachsen auch Schwedischer Hartriegel, Schwarze Krähenbeeren und Kraut-Weide.
Im Südosten wachsen aufgrund des nährstoffreichen Schieferbodens auch Alpen-Felsenblümchen und Gewöhnliches Katzenpfötchen.

## Fauna
Die Tierwelt ist aufgrund der nördlichen Lage des Parks nicht allzu vielfältig. Die am häufigsten vorkommenden Vögel sind Schneeammer, Wiesenpieper und Alpenschneehuhn. Des Weiteren leben im Park auch Singdrossel, Rotdrossel, Fitis und Gartengrasmücke. Nördlich des Storskogsvatnet leben neben zahlreichen Insekten und Moskitos auch Drossel, Rohrsänger, Finken und Meisen.
Im Trolldalselva Delta gibt es auch Wasseramsel und Blaukehlchen. Es gibt dort zwar nur wenige regenpfeiferartige Vögel, dafür aber viele andere typische Wasservögel wie Schellente, Sterntaucher und Sturmmöwe.
In den Wäldern gibt es auch typische Waldvögel wie Birkhuhn und Auerhahn.
An großen Tieren gibt es nur Elche, jedoch gibt es einige Vielfraße und Luchse.
Bären wurden zwar in den angrenzenden schwedischen Nationalparks beobachtet, seit 1940 jedoch nicht mehr im Rago. An kleineren Raubtieren gibt es noch Füchse, Nerze und Hermelin. Polarfüchse und Waschbären sind eher selten anzutreffen. Im Park gibt es auch Hasen, Eichhörnchen und andere kleine Nagetiere.
Es gibt in den Gewässern, vor allem jedoch im Storskogelva (Nordfjordelva) aufgrund der vielen Stromschnellen, eine große Artenvielfalt an Fischen. Da es jedoch während und nach dem Zweiten Weltkrieg im Fluss große Forellen- und Wandersaibling-Zuchten gab, kämpft man heute noch teilweise mit einer Überbevölkerung dieser Fischarten.

## Kulturerbe
In der Vergangenheit war die Region ein beliebtes Jagd- und Rentierzuchtgebiet. Vor allem die Samen zogen hier oft mit ihren Rentierherden umher. Während des Ersten Weltkrieges wurde zudem, wenn auch unrentabel, Silber und Blei abgebaut.